# Due peonie bianche e un paio di forbici
Due peonie bianche e un paio di forbici è un dipinto a olio su tela (31×46,5 cm) del pittore francese Édouard Manet, realizzato nel 1864 circa e conservato al museo d'Orsay di Parigi.

## Descrizione
Manet inserì spesso brani di natura morta nelle proprie opere e, anzi, accordò loro molta importanza e spazio - si pensi al mazzo di fiori dell'Olympia o al cestino di frutta rovesciato della Colazione sull'erba - anche se vi si dedicò in rappresentazioni esclusive solo nel biennio 1864-1865 e all'inizio degli anni 1880. In merito a questo genere pittorico egli era solito pronunciarsi così: «Già lo sapete, la mia principale ambizione è quella di diventare il San Francesco della natura morta».
Due peonie bianche e un paio di forbici è uno degli esempi più alti delle nature morte manetiane. In questo quadretto sono raffigurate due peonie dalle corolle grandi e dai petali carnosi, bianchi e luminosissimi. I due fiori, che da soli quasi occupano tutta la superficie del dipinto, staccano potentemente, per tonalità di colore e vivacità della stesura pittorica, con lo sfondo retrostante, nero e omogeneo. Molto particolare è anche la tecnica impiegata da Manet in questo dipinto, realizzato con pennellate pastose e vigorose, così da rendere le piante più vaporose e soffici. Incurante alle minuzie particolaristiche, l'artista qui si dimostra vivamente sensibile invece all'accostamento e alla contrapposizione dei colori, badando anche alla stesura di ombre gialle, grigie e azzurre che mettono volumetricamente in risalto le due peonie. La composizione, infine, è completata dall'inserimento apparentemente casuale di foglie verdi.
Manet, dopo aver realizzato Due peonie bianche e un paio di forbici intorno al 1864, ne fece dono all'amico Champfleury, celebre romanziere realista. Nel 1899 il dipinto fu acquistato del conte Isaac de Camondo per la bella cifra di 1.627 franchi (certamente alta, date le piccole dimensioni del lavoro), il quale nel 1908 lo donò al museo del Louvre. Nel 1986 l'opera trovò la sua collocazione definitiva al museo d'Orsay, a Parigi, dov'è esposta tuttora.